# Lomographa margarita
Lomographa margarita (en chino simplificado, 淡灰素尺蛾; literalmente, ‘Polilla gris pálida’) es una especie de polillas de la familia Geometridae. La especie fue descrita por primera vez por el entomólogo suizo Frederic Moore en 1868, con distribución en la isla de Taiwán y la India. El holotipo de la especie fue descrita en el norte de India.

## Descripción
La envergadura de esta especie es de unos 30 a 40 milímetros (1,2 a 1,6 plg). Las antenas son filamentosas y de color marrón amarillento. Todo el cuerpo es de color rosa y blanco. Las alas anteriores son anchas, con bordes anteriores de color marrón amarillento, ápice en ángulo recto y bordes externos curvados hacia afuera. Hay finas manchas negras dispersas por el cuerpo del ala, que gradualmente se vuelven más densas hacia los bordes exteriores.
Habita zonas de bosque de baja a media altitud y los adultos aparecen principalmente en verano y otoño.